# René Paardekooper
René Paardekooper (Gemert, 17 april 1987) is een Nederlands voetballer die vijf seizoenen als verdediger speelde voor Helmond Sport. In de zomer van 2010 keerde hij terug bij amateurvereniging VV Gemert.

## Loopbaan

### Helmond Sport
Hij begon met voetbal in de junioren van Gemert. Op zijn achttiende vertrok hij in 2005 naar de naburige profclub Helmond Sport. Hoewel hij in zijn eerste jaar nog niet tot de hoofdselectie behoorde, maakte hij al snel zijn debuut. In de uitwedstrijd tegen SC Cambuur op 16 september 2005 kwam hij in de slotminuten als invaller binnen de lijnen. Hij maakte in dat seizoen nog twee invalbeurten.
In het volgende jaar 2006/07 kreeg hij onder de nieuwe trainer Gerald Vanenburg een basisplaats. Vanwege de teleurstellende prestaties, de club eindigde als achttiende, werd Vanenburg voortijdig aan de kant geschoven.
Paardekooper behield bij interim-trainer Mario Verlijsdonk en diens opvolger Jan Poortvliet zijn stek in de defensie. Helmond Sport behaalde in het seizoen 2007/08 de zevende plaats en speelde nacompetitie voor promotie. Daarin werd de club in de tweede ronde uitgeschakeld door De Graafschap. Paardekooper was in alle vier promotieduels van de partij.
Onder trainer Jurgen Streppel, die medio 2008 Poortvliet opvolgde, verloor hij in de loop van het seizoen 2008/09 zijn basisplek. In zijn vijfde en laatste contractjaar kwam hij nog tot negen optredens in het eerste elftal. Hij kreeg in 2010 geen nieuw contract meer en beëindigde op 23-jarige leeftijd zijn profloopbaan.    

### Terug naar Gemert
Enkele amateurclubs toonden belangstelling, maar Paardekooper koos voor een terugkeer  naar Gemert. ‘Het is voor mij vertrouwd. Ik ken alle jongens. Bovendien is Gemert een stabiele club’, vertelde hij in een interview in het Eindhovens Dagblad. Gemert was zojuist kampioen geworden in de Hoofdklasse B en plaatste zich voor de nieuw gevormde Topklasse die in 2010 van start ging. Paardekooper speelde samen met meerdere oud-spelers van Helmond Sport zoals de tweeling Erik en Mark van Dijk.

### Ziekte
In het voorjaar van 2011 werd bij hem de ziekte van Hodgkin vastgesteld. Hij stopte na ruim een half seizoen abrupt met voetballen en ging een hersteltraject in. Eind 2011 kreeg hij een terugslag en in het najaar van 2012 wees de laatste scan uit dat hij genezen was. Hij zette in november 2012 weer zijn eerste stapjes op het trainingsveld. Na ruim twee jaar afwezigheid maakte hij in de staart van het seizoen 2012/13 zijn comeback. Toch zou hij niet meer zijn oude niveau halen. In het seizoen 2013/14 kwam hij nog tot elf optredens (vijf keer basis, zesmaal invaller) en in 2015 stopte hij definitief op 28-jarige leeftijd. 

## Clubstatistieken
| 2005/06 | Helmond Sport | Nederland     | Eerste divisie | 3             | 0             | –             | –             | –             | –             | 3             | 0             |               |               |
| 2006/07 | Helmond Sport | Nederland     | Eerste divisie | 21            | 0             | –             | –             | –             | –             | 21            | 0             |               |               |
| 2007/08 | Helmond Sport | Nederland     | Eerste divisie | 26            | 0             | –             | –             | 4             | 0             | 30            | 0             |               |               |
| 2008/09 | Helmond Sport | Nederland     | Eerste divisie | 22            | 0             | –             | –             | –             | –             | 22            | 0             |               |               |
| 2009/10 | Helmond Sport | Nederland     | Eerste divisie | 9             | 1             | 1             | 0             | –             | –             | 10            | 1             |               |               |
| 2010/11 | Gemert        | Nederland     | Topklasse      | 16            | 1             | 2             | 0             | –             | –             | 18            | 1             |               |               |
| 2011/12 | Niet gespeeld | Niet gespeeld | Niet gespeeld  | Niet gespeeld | Niet gespeeld | Niet gespeeld | Niet gespeeld | Niet gespeeld | Niet gespeeld | Niet gespeeld | Niet gespeeld | Niet gespeeld | Niet gespeeld |
| 2012/13 | Gemert        | Nederland     | Topklasse      | 3             | 0             | 0             | 0             | –             | –             | 3             | 0             |               |               |
| 2013/14 | Gemert        | Nederland     | Hoofdklasse B  | 11            | 0             | –             | –             | –             | –             | 11            | 0             |               |               |
| 2014/15 | Gemert        | Nederland     | Hoofdklasse B  | 2             | 0             | –             | –             | –             | –             | 2             | 0             |               |               |
| Totaal  | Totaal        | Totaal        | Totaal         | 113           | 2             | 3             | 0             | 4             | 0             | 120           | 2             |               |               |